# Euzebiusz Łopaciński
Euzebiusz Marian Łopaciński herbu Lubicz, pseud. Ananke (ur. 17 lutego?/1 marca 1882 w Kijowie, zm. 19 kwietnia 1961 w Warszawie) – polski historyk, archiwista, kolekcjoner.
Pochodził z odnogi saryjskiej Łopacińskich, syn Stanisława. Po gimnazjum w Rydze ukończył studia w Dorpacie i Krakowie. Po 1911 osiadł w Warszawie, gdzie pracował nad zbiorami Archiwum Krasińskich. W 1918 razem z Wacławem Studnickim współorganizował Archiwum Państwowe w Wilnie, gdzie do 1927 pełnił funkcję wicedyrektora. Do wybuchu wojny zgromadził materiał archiwalny z zakresu historii oraz sztuki Wilna i okolic, który pozostał w Wilnie.
Po II wojnie światowej ponownie zamieszkał w Warszawie i współpracował z Centralnym Zarządem Muzeów i Ochrony Zabytków (CZMiOZ) w Warszawie, Zakładem Urbanistyki i Architektury PAN i Komisją Badań Dawnej Warszawy. Zgromadził bogaty materiał w postaci wypisów archiwalnych z Archiwum Głównego Akt Dawnych w Warszawie. Autor Materiałów do dziejów rzemiosła artystycznego w Wielkim Księstwie Litewskim XV-XIX w. Część wypisów, tzw. Teki Archiwalne Euzebiusza Łopacińskiego przekazane zostały do CZMiOZ. Pochowany na Cmentarzu Powązkowskim w Warszawie.